# Munia Jiménez di Navarra
Munia o Nunilo Jiménez (fine secolo IX – 917) fu una principessa di Navarra e regina consorte delle Asturie.

## Origine
Benché non sia ricordata nel codice di Roda, e anche se padre Enrique Flórez la considera figlia di Sancho II Garcés di Navarra e della moglie, Toda Aznarez, secondo molti storici Munia era figlia del re di Pamplona Jimeno II Garcés e di Sancha Aznárez (ca. 885-970), che secondo il codice di Roda era sorella  di Toda Aznárez e figlia di Aznar Sánchez, signore di Larraun, e di Oneca Fortúnez, la figlia del Re di Pamplona, Fortunato Garcés e di Oria.

Jimeno II Garcés, secondo il codice di Roda, era il figlio secondogenito del co-regnante e poi reggente di Pamplona García II Jiménez e della sua seconda moglie, Dadildis di Pallars, sorella del Conte di Ribagorza e di Pallars, Raimondo I, nipote del conte Raimondo I di Tolosa.

## Biografia
Munia, nel 910 circa, come conferma il documento n° XIII dell'appendix della España sagrada, Volume 37 venne data in sposa a Fruela, da quello stesso anno, re delle Asturie, che, secondo il Chronicon de Sampiri era il figlio  terzogenito del re delle Asturie, Alfonso III il Grande e di Jimena Garcés, (848-912), che, molto probabilmente, anche se il Codice di Roda non la elenca tra i figli di García I, era figlia del re di Pamplona, García I Íñiguez, come viene confermato dalla Historia del Real Monasterio de Sahagún, e della prima moglie, Urraca, che secondo alcune fonti, tra cui lo storico Jaime de Salazar y Acha, era la figlia di Musà ibn Musà ibn Fortún, il capofamiglia dei Banu Qasi. Ma secondo altre fonti era di stirpe reale: Rodrigo Ximénez de Rada, vescovo di Toledo e storico, scrisse che García sposò "Urracam, de Regio semine".
Lo storico genealogista basco, Jean de Jaurgain (1842–1920), nel suo la Vasconie interpretò la frase (Urracam, de Regio semine), nel senso che anche Urraca discendeva dalla stirpe ducale di Guascogna ed era figlia di Sancho II.
Quello stesso anno, alla morte del suocero, divenne regina consorte delle Asturie.
Secondo la Historia de la ciudad y corte de Leon, y de sus reyes, Volumen 1, nel 911, Nunilo fece una donazione assieme al marito alla chiesa San Salvatore di Oviedo.
Non si conosce la data esatta della morte di Munia o Nunilo, ma morì intorno all'anno 917 e fu tumulata a León.

Secondo il] Chronicon Regum Legionensium i suoi resti furono traslati ad Oviedo, nella Cappella delle urne dei re delle Asturie e Leon della cattedrale, attorno alla fine del secolo X, quando Almanzor attaccò Galizia e Leon.

## Figli
Munia a Fruela diede tre figli:
- Alfonso (?-dopo il 932), re di León (925), poi re di Galizia (925-926), citato sia nella Historia De Los Hechos De España[15], che nella Crónica Najerense[16];
- Ramiro (?-dopo il 932), citato sia nella Historia De Los Hechos De España[15], che nella Crónica Najerense[16];
- Ordoño (?-dopo il 932), citato sia nella Historia De Los Hechos De España[15], che nella Crónica Najerense[16].

### Fonti primarie
- (LA)  Textos navarros del Códice de Roda Archiviato il 31 gennaio 2021 in Internet Archive..
- (LA)  #ES Crónica Najerense
- (LA)  #ES Historia de España: parte XVI
- (LA)  España sagrada. Volumen 14
- (LA)  España sagrada, Volume 37.

### Letteratura storiografica
- (ES)  Historia del Real Monasterio de Sahagún
- (ES)  Memorias de las reynas catholicas
- (ES)  #ES Historia De Los Hechos De España.
- (FR)  #ES La Vasconie.
- (ES)  Historia de la ciudad y corte de Leon, y de sus reyes, Volumen 1.
- (EN)  #ES The World of El Cid, Chronicon Regum Legionensium.